# Polycentropus flavomaculatus
Polycentropus flavomaculatus là một loài Trichoptera trong họ Polycentropodidae. Chúng phân bố ở miền Cổ bắc.